# 神奈川県道301号大船停車場線

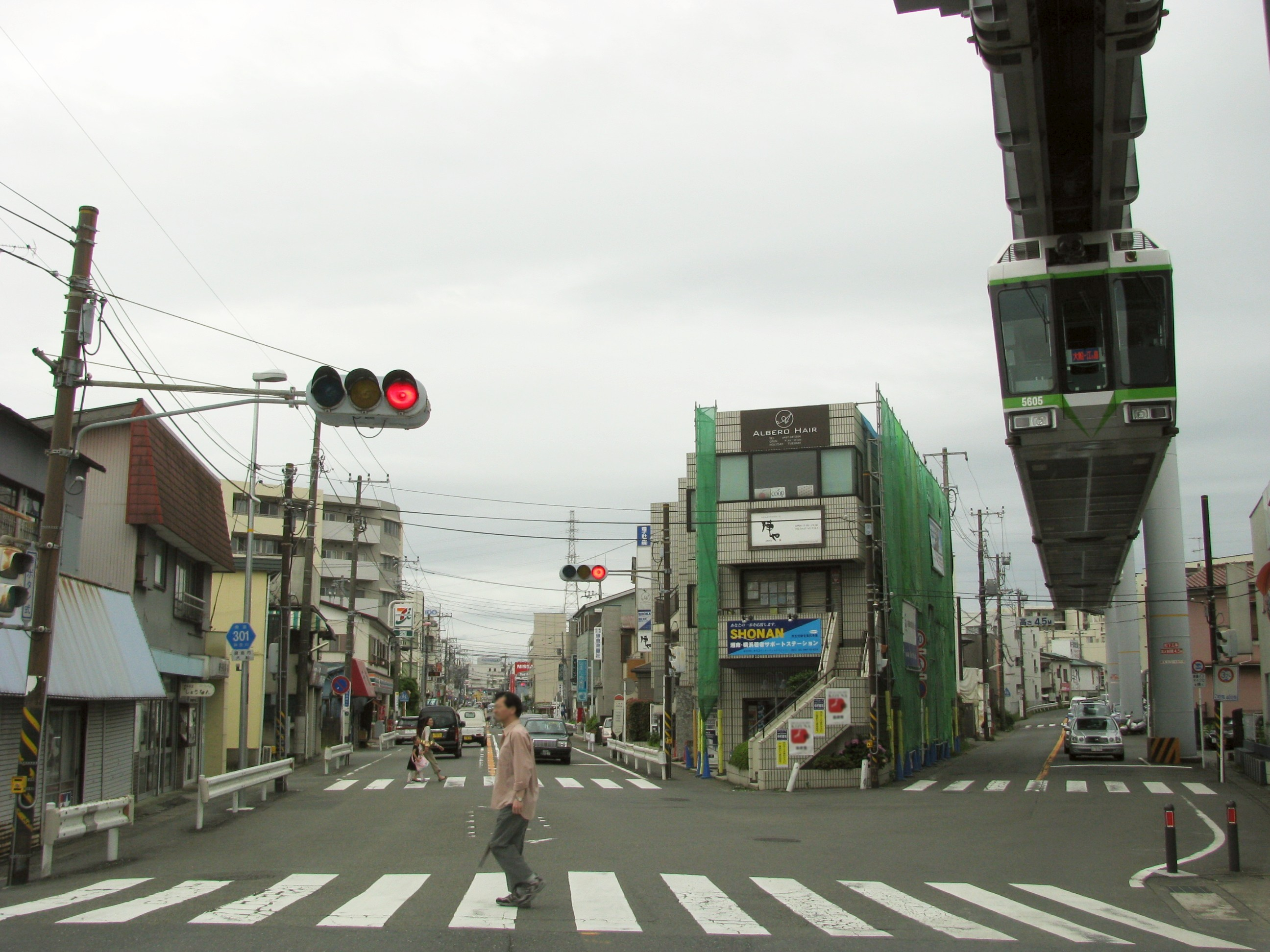
神奈川県道301号大船停車場線

神奈川県道301号大船停車場線（かながわけんどう301ごう おおふなていしゃじょうせん）は、神奈川県鎌倉市を起点・終点とする一般県道。1960年（昭和35年）4月1日、神奈川県によって県道に認定された道路である。

## 概要
- 総延長：1.4km
- 起点：鎌倉市大船 大船駅東口駅前交差点
- 終点：鎌倉市大船・小袋谷 小坂小学校西側交差点
- Google マップ

## 通過する自治体
- 神奈川県
  - 鎌倉市

## 接続する道路
- 神奈川県道203号大船停車場矢部線（大船駅東口駅前交差点）
- 鎌倉市道大船西鎌倉線（旧京浜急行有料道路）
- 神奈川県道21号横浜鎌倉線（小坂小学校西側交差点）

## 将来接続する予定の道路
- 神奈川県道304号腰越大船線（2014年度〈平成26年度〉接続予定）

## 沿線の主な施設など
- 鎌倉市消防本部 大船消防署
- 湘南モノレール江の島線 - 大船駅付近で道路の真上を通る。